# Croton jucundus
Espèce
Croton jucundus est une espèce de plantes à fleurs du genre Croton et de la famille des Euphorbiaceae, présente au Mexique (Sinaloa, Nayarit).